# Рајнсдорф (Тирингија)
Рајнсдорф (њем. Reinsdorf) општина је у њемачкој савезној држави Тирингија. Једно је од 50 општинских средишта округа Кифхојзер. Према процјени из 2010. у општини је живјело 839 становника. Посједује регионалну шифру (AGS) 16065056.

## Географски и демографски подаци
Рајнсдорф се налази у савезној држави Тирингија у округу Кифхојзер. Општина се налази на надморској висини од 130 метара. Површина општине износи 11,1 km². У самом мјесту је, према процјени из 2010. године, живјело 839 становника. Просјечна густина становништва износи 75 становника/km².

## Међународна сарадња
| Мјесто | Држава    | Врста сарадње | Од    |
| ------ | --------- | ------------- | ----- |
|        | Француска | партнерство   | 1996. |
|        | Словачка  | партнерство   | 1992. |
| Извор  |           |               |       |